# Krammer (water)

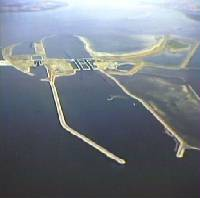
Philipsdam

Het Krammer is het westelijk deel van het water, dat oostelijk Zuid-Vlije en Volkerak heet. Tussen het Krammer en het westelijk gelegen Grevelingenmeer ligt de Grevelingendam. Ten noorden van het Krammer ligt Goeree-Overflakkee, ten zuiden het Zijpe en Sint Philipsland. De Philipsdam loopt van de Grevelingendam dwars door het Krammer naar Sint Philipsland.
Het water staat in open verbinding met de Oosterschelde via het Zijpe, Mastgat en Keeten, en is zout en heeft een getij. De waterdiepte gaat van -25,6 tot -7,6 meter t.o.v. NAP.
Het vaarwater is te gebruiken voor schepen tot en met CEMT-klasse VIb.
Het Krammer is onderdeel van Nationaal Park Oosterschelde. Het Krammer west van de Krammersluizen valt binnen het Natura 2000-gebied Oosterschelde.